# NGC 596
NGC 596 (другие обозначения — MCG −1-5-5, PGC 5766) — эллиптическая галактика (E) в созвездии Кит.
Этот объект входит в число перечисленных в оригинальной редакции «Нового общего каталога».
Ось вращения галактики не совпадает с малыми осями изофот, но главные их оси совпадают с ней. Угол положения изофот постоянно меняется на 60°, что сопровождается изменением соотношения осей. На трёхмерных моделях объекта все они вращаются вокруг самой длинной оси.
Галактика NGC 596 входит в состав группы галактик NGC 584. Помимо NGC 596 в группу также входят NGC 584, NGC 586, NGC 600, NGC 636, IC 127, UGCA 017, KDG 007 и MGC -1-5-14.